# 東京証券取引所ビル
東京証券取引所ビル（とうきょうしょうけんとりひきじょビル）は、東京都中央区日本橋兜町にあるビル。東京証券取引所が入居し、所有者は平和不動産である。

## 概要
東京証券ビルの改築が初めて議論されたのは、1971年だった。1977年3月15日、東証に「取引所建物改築に関する特別委員会」が設置され、建て替えの議論は本格化の段階に入った。翌年、東証は正式に平和不動産に改築を要請した。1981年3月、新しい証券取引所ビルの基本計画が決定され、本館の階数は15階、基準階の床面積は約480坪とし、全館の延坪は約14,350坪とする。工事費用は約366億円の計画だったが、実際の費用総額は386億8200万円だった。施工会社は大成建設・竹中工務店・清水建設・大林組・鹿島建設・熊谷組・フジタ工業・戸田建設・三井建設・前田建設工業からなる共同企業体に決定した。10社からなる共同企業体は極めて異例であり、なるべく多くの上場会社に参加してもらう意図があった。
1982年4月8日、旧本館敷地において第1期工事の新市場館工事が開始された。東京証券ビル市場館と同じく、花崗岩の最上級品の「稲田石」が使われた。新市場館は1984年10月31日に完成し、12月6日に竣工式が行われた。1985年5月13日、東証は初めて新市場館の立会場に取引を行った。第2期工事である、旧市場館敷地の新本館は1985年10月3日に地鎮祭が行われ、1988年4月30日に竣工した。

## 賃料
竣工したごろの年間賃料は66.2億円であり、1998年に73.6億円まで上昇したが、その後に減額が続き、2016年に27億円まで低下した。2019年に30億円に引き上げられ、25年ぶりに値上げした。

## 旧東京証券取引所ビル
旧東京証券取引所ビルは1927年に市場館が竣工し、1931年に本館が竣工された。老朽化により、1980年代初頭に解体された。

## ギャラリー

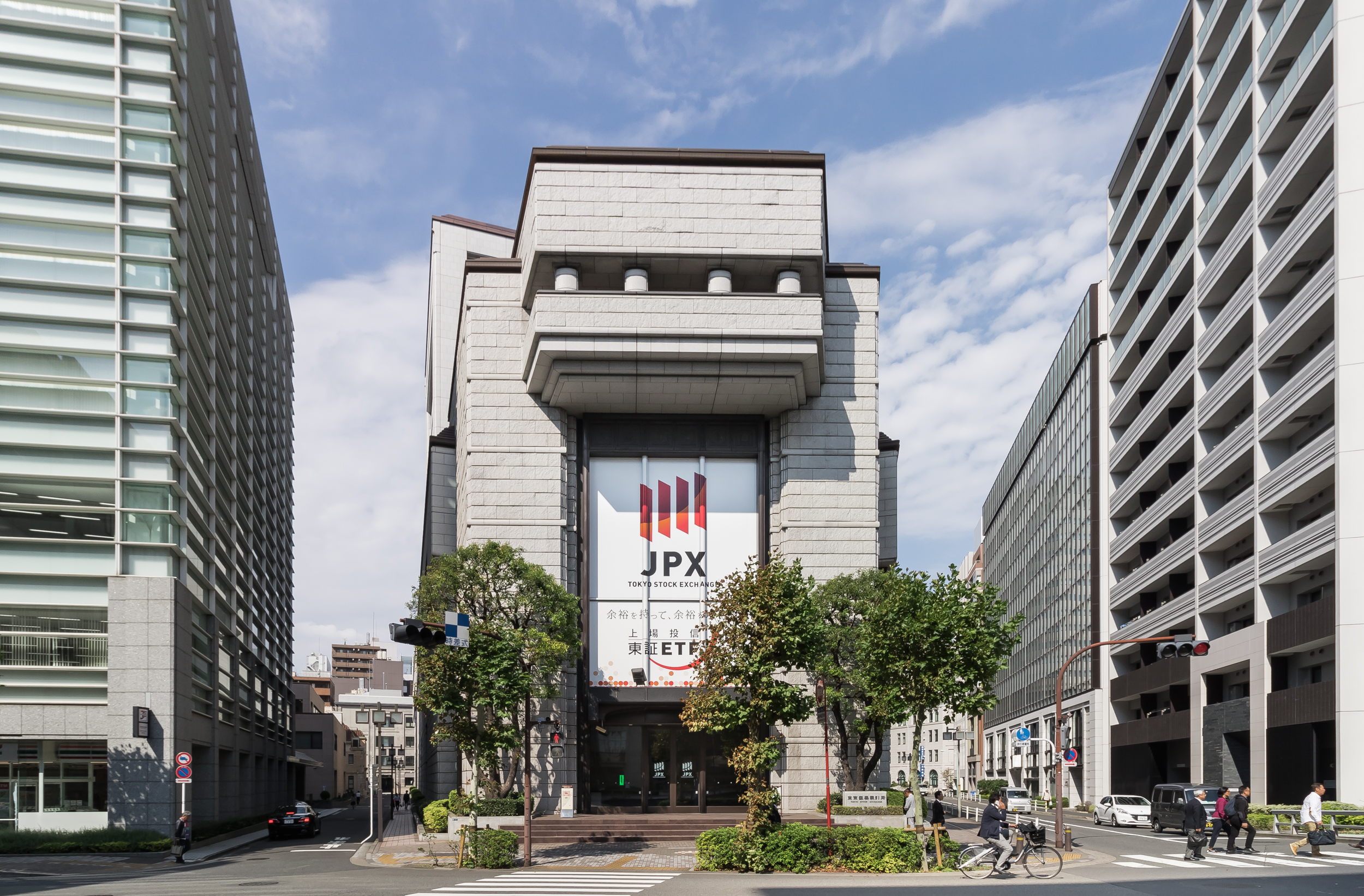
市場館正面
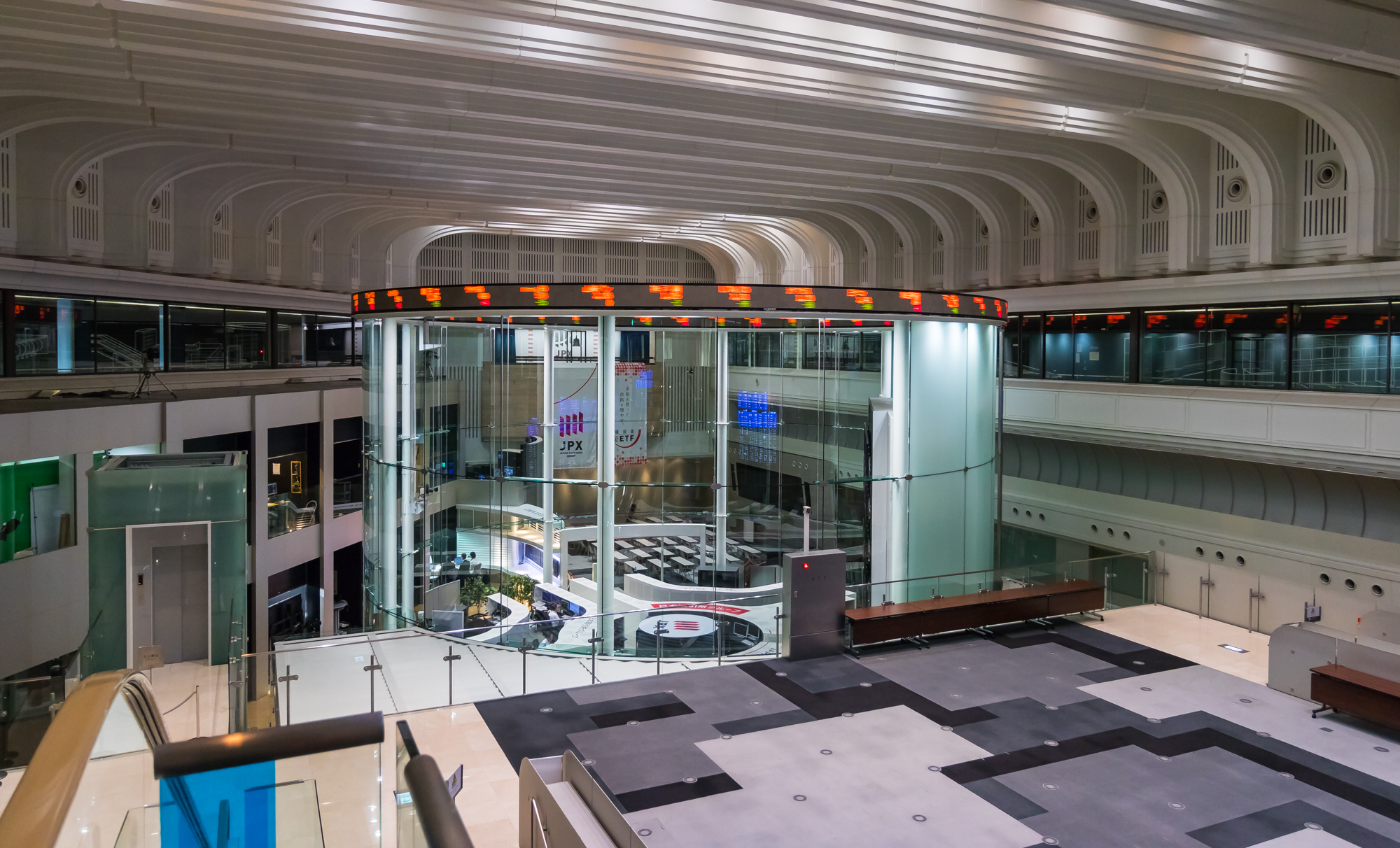
東証アローズ